# Giuseppe Vivenzio
Giuseppe Vivenzio detto Peppinello (Lauro, 18 giugno 1939 – Roma, 4 gennaio 2021) è stato un fantino italiano.
Peppinello ha disputato il Palio di Siena in cinque occasioni, riuscendo a vincere al suo esordio in piazza il 2 luglio 1964, sotto i colori del Drago. È riuscito a completare un suo personale cappotto nell'agosto dello stesso anno, vincendo per la Chiocciola.

## La vittoria dell'agosto 1964
La vittoria di Peppinello dell'agosto 1964 si verificò in seguito a circostanze molto particolari. Il fantino aveva infatti corso la prima prova del Palio sotto i colori della Nobile Contrada dell'Oca; tuttavia, dopo la consueta cena con la dirigenza contradaiola, Peppinello si dileguò e fece perdere le proprie tracce. Vivenzio tornò solamente il giorno stesso del Palio, difendendo a sorpresa i colori della Chiocciola, in sostituzione del fantino Vincenzo Graziano (detto Solitario) infortunatosi durante la "Provaccia".
Il comportamento di Peppinello fu considerato molto scorretto dagli ocaioli, che prepararono la loro personale vendetta in occasione del Palio stesso. Subito dopo la partenza infatti, il barbaresco dell'Oca entrò sul tufo e diede un forte calcio al fantino, il quale cadde dal cavallo Danubio. A quel punto scattò in testa Donato Tamburelli detto Rondone, per la Contrada della Torre, la rivale dell'Oca. Per gli ocaioli sembrò materializzarsi un incubo, dal quale scamparono grazie al sorpasso finale di Danubio, cavallo scosso, ai danni di Daria montata da Rondone.
Peppinello poté così celebrare la sua seconda vittoria consecutiva al Palio di Siena. Successivamente corse in altre tre occasioni, senza però riuscire a ripetersi.

## Presenze al Palio di Siena
Le vittorie sono evidenziate ed indicate in neretto.
| Palio             | Contrada   | Cavallo             | Note   |
| ----------------- | ---------- | ------------------- | ------ |
| 2 luglio 1964     | Drago      | Arianna             |        |
| 16 agosto 1964    | Chiocciola | Danubio             | scosso |
| 2 luglio 1965     | Pantera    | Gisella             |        |
| 16 agosto 1967    | Aquila     | Pasquino            |        |
| 21 settembre 1969 | Leocorno   | Braccobaldo (Zorro) | scosso |

## Altre vittorie
- Palio di Buti: 1 vittoria (1963, Contrada Pievania)